# إكسيلسيور روبيه
نادي إكسيلسيور روبيه الرياضي (بالفرنسية: Excelsior Athlétic Club de Roubaix)‏ نادي كرة قدم فرنسي . تم تأسيس النادي في سنة 1928 في مدينة روبيه , تم حل النادي في سنة 1995.